# Nightshift
Nightshift ist ein Soulsong der Commodores aus dem Jahr 1985, der von Walter Orange, Dennis Lambert und Franne Golde geschrieben wurde.

## Geschichte
Nightshift wurde im Januar 1985 veröffentlicht. Es erschien in Gedenken an Jackie Wilson und Marvin Gaye, die beide 1984 starben und zitiert einige ihrer größten Hits. Der Song ist in der Albumversion 5:04 Minuten lang und wurde in einer auf 4:19 Minuten gekürzten Version als erste Single des gleichnamigen Albums ausgekoppelt. Der Produzent des Liedes ist Dennis Lambert. Auf der B-Seite befindet sich das Stück I Keep Running. 
Das Stück wurde mit Platz drei seit dem Weggang von Lionel Richie der erste Top-Ten-Erfolg der Gruppe in den amerikanischen Singlecharts, war ein Nummer-eins-Hit in den Niederlanden und gewann bei den Grammy Awards 1986 in der Kategorie: Beste Darbietung eines Duos oder einer Gruppe mit Gesang.
Im Juni 2010 wurde der Song als Michael Jackson Tribute neu aufgenommen. Dort wird an Stelle von Jackie und Marvin „Michael“ gesungen.

## Rezeption

### Chartplatzierungen
| ChartsChartplatzierungen       | Höchstplatzierung | Wochen |
| ------------------------------ | ----------------- | ------ |
| Deutschland (GfK)              | 4 (19 Wo.)        | 19     |
| Österreich (Ö3)                | 4 (14 Wo.)        | 14     |
| Schweiz (IFPI)                 | 5 (11 Wo.)        | 11     |
| Vereinigte Staaten (Billboard) | 3 (22 Wo.)        | 22     |
| Vereinigtes Königreich (OCC)   | 2 (14 Wo.)        | 14     |

| ChartsJahrescharts (1985)      | Platzierung |
| ------------------------------ | ----------- |
| Deutschland (GfK)              | 26          |
| Österreich (Ö3)                | 21          |
| Vereinigte Staaten (Billboard) | 40          |

### Auszeichnungen für Musikverkäufe
| Land/Region                  | Auszeichnungen für Musikverkäufe (Land/Region, Auszeichnung, Verkäufe) | Verkäufe |
| ---------------------------- | ---------------------------------------------------------------------- | -------- |
| Kanada (MC)                  | Gold                                                                   | 50.000   |
| Vereinigtes Königreich (BPI) | Silber                                                                 | 250.000  |
| Insgesamt                    | 1× Silber · 1× Gold ·                                                  | 300.000  |

## Coverversionen
- 1985: Winston Groovy
- 1995: J.B.O. (Parodie mit deutschem Text)
- 2001: Soultans
- 2015: Mario Biondi
- 2022: Bruce Springsteen